# Васьково (деревня, Ленинградская область)
Васьково — деревня в Лидском сельском поселении Бокситогорского района Ленинградской области.

## История
Согласно X-ой ревизии 1857 года:

ВАСЬКОВО — деревня, принадлежит Сивкову: хозяйств — 5, жителей: 13 м. п., 11 ж. п., всего 24 чел.

По земской переписи 1895 года:

  
ВАСЬКОВО — деревня, крестьяне бывшие Сивкова: хозяйств  — 10, жителей: 24 м. п., 24 ж. п., всего 48 чел.

В конце XIX — начале XX века деревня административно относилась к Верховско-Вольской волости 1-го земского участка 3-го стана Устюженского уезда Новгородской губернии.

ВАСЬКОВО — деревня Марьинского сельского общества, число дворов — 4, число домов — 6, число жителей: 7 м. п., 12 ж. п.; Занятие жителей: земледелие, лесные заработки. Колодец. (1910 год)

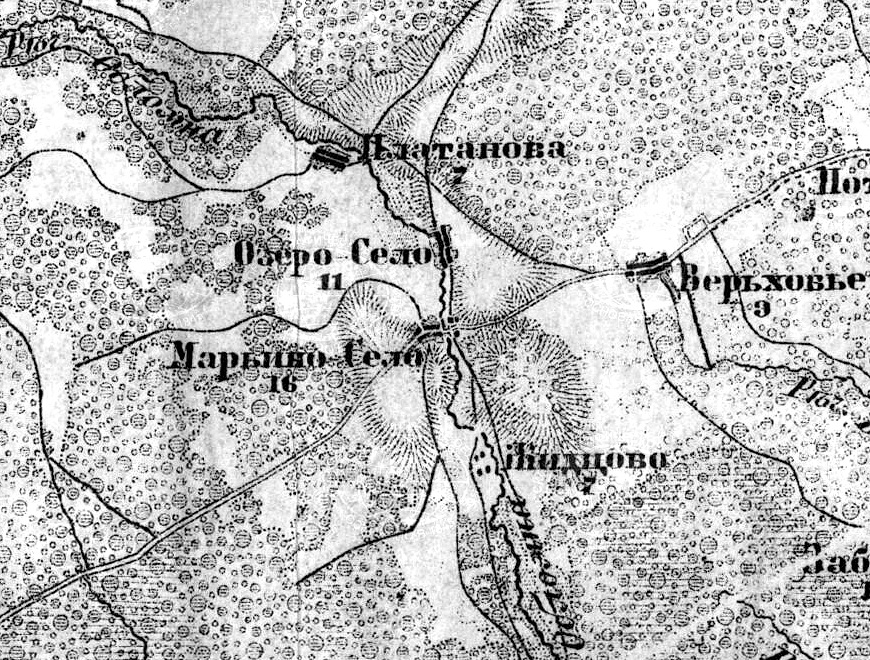
Земли деревни Васьково на карте 1917 года

С 1917 по 1927 год деревня входила в состав Советской волости Устюженского уезда Череповецкой губернии.
С 1927 года, в составе Потокского сельсовета Ефимовского района.
По данным 1933 года деревня Васьково входила в состав Потокского сельсовета Ефимовского района.
С 1965 года, в составе Бокситогорского района.
По данным 1966 и 1973 годов деревня Васьково также входила в состав Потокского сельсовета Бокситогорского района.
По данным 1990 года деревня Васьково входила в состав Подборовского сельсовета.
В 1997 году в деревне Васьково Подборовской волости проживали 9 человек, в 2002 году — 5 человек (все русские).
В 2007 году в деревне Васьково Подборовского сельского поселения проживал 1 человек, в 2010 году — 4.
Со 2 июня 2014 года — в составе вновь созданного Лидского сельского поселения Бокситогорского района.
В 2015 году в деревне Васьково Лидского СП постоянного населения не было.

## География
Деревня расположена в восточной части района на автодороге 41К-033 (Сомино — Ольеши).
Расстояние до посёлка Подборовье — 6 км.
Расстояние до ближайшей железнодорожной станции Подборовье — 8 км. Ближайший остановочный пункт — платформа 7 км.
Деревня находится на левом берегу реки Обломна.

## Демография
| 1997 | 2002 | 2007 | 2010 | 2017 |
| ---- | ---- | ---- | ---- | ---- |
| 9    | ↘5   | ↘1   | ↗4   | ↘0   |